# Papiermühle (Pappenheim)
Papiermühle ist ein Gemeindeteil der Stadt Pappenheim im Landkreis Weißenburg-Gunzenhausen (Mittelfranken, Bayern). Papiermühle liegt in der Gemarkung Pappenheim.

## Geographische Lage, Verkehr
Die ehemalige Papiermühle liegt auf der Fränkischen Alb an der Kreisstraße WUG 9, die von Pappenheim aus als Langenaltheimer Straße bezeichnet ist. Diese zweigt bei Niederpappenheim von der Staatsstraße 2230 nach Westen ab und führt nach einer Unterführung der Bahnstrecke München–Treuchtlingen bergauf nach Langenaltheim.

## Geschichte
Auf einer Karte aus dem Jahre 1730 ist das Mühlenanwesen mit zwei Gebäuden eingetragen und als Papiermühle bezeichnet. Sie gehörte den Marschällen von Pappenheim im Fränkischen Ritterkreis an, die auch die Hochgerichtsbarkeit über den Mühleninsassen besaß.
Bei der territorialen Neustrukturierung im neuen Königreich Bayern kam die Mühle 1808 innerhalb des bis 1848 bestehenden Justizamtes Pappenheim zum Steuerdistrikt Pappenheim. Bei der Gemeindebildung von 1818 blieb die Mühle ein Ortsteil von Pappenheim.
In der Mühle wurde bis ins 19. Jahrhundert Papier geschöpft. Heute besteht das Anwesen aus einem zweigeschossigen Mansardbau, der 1826 von Christian Feldner erbaut wurde, und aus dem ehemaligen Mühlhaus, das als eingeschossigem Gebäude mit Halbwalmdach im 18. Jahrhundert aus Jurabruchstein errichtet wurde.

### Einwohnerzahlen
- 1824: 2 Einwohner, 1 Anwesen[9]
- 1846: 4 „Seelen“ (1 Familie), 1 Haus[10]
- 1950: 37 Einwohner, 2 Wohngebäude[9]
- 1961: 13 Einwohner, 2 Wohngebäude[11]
- 1987: 6 Einwohner, 1 Wohngebäude[1]